# Inge Bergström
Inge Bergström, född den 3 juli 1906 i Sollefteå, död den 7 oktober 1971 i Stockholm, var en svensk ämbetsman. Han var son till Walter Bergström.
Bergström avlade studentexamen i Umeå 1925 och  juris kandidatexamen vid Stockholms högskola 1929. Han genomförde tingstjänstgöring i Medelpads västra domsaga 1930–1932. Bergström blev extra fiskal i Svea hovrätt 1933, sekreterare i vattenfallsstyrelsen 1937 och byråchef där 1944. Han blev riddare av Nordstjärneorden 1948 och kommendör av samma orden 1964.